# Dalibor Buš
Dalibor Buš (* 14. prosince 1989, Hranice) je český herec, vysokoškolský pedagog a zdravotní klaun. 

## Životopis
Narodil se v  z Hranicích u Přerova. Na základní škole se dobře učil a dělal různé aktivity. Než se odstěhovali do Přerova, hrával za nejmladší žáky fotbal za Bochoř. Poté krátce hrával házenou a následně dělal i judo. Na osmiletém gymnáziu si v tercii založil s partou kamarádů vlastní školní divadelní soubor a nastoupil do loutkového divadla Přerovský Kašpárek. Následně se dostal do amatérského Divadla Dostavník Přerov, kde režírovala Vlasta Hartlová. Právě tato herečka z Moravského divadla Olomouc ho přivedla k myšlence přihlásit se na JAMU a začal se u ní připravovat na přijímačky. Na JAMU studoval u Igora Dostálka a Niky Brettschneiderové.
Na jejich absolventské představení pozval Vladimíra Morávka. Ten si ho následně pozval na individuální konkurz do Divadla Husa na provázku, po kterém byl přijat a od roku 2013 je zde v angažmá. Jeho první role byla alternace Jiřího Vyorálka v roli Mageriho v Baladě pro banditu. Dále zde například ztvárnil Švejka v inscenaci Mein Švejk, Alexeje Ivanoviče v Hráči, Filipa Lehmana v Dynastii, Karla v Ságu rodu Marxů, Marka Chapmana v inscenaci Divnej brouk nebo Topiče a Studenta v Americe. Také si zahrál v představeních Reality, Vykouření, Gadžové jdou do nebe, Don Quijote, Dynastie. Kromě Divadla na provázku hostuje i v Národním divadle Brno. Zde se objevil v roli Baroneta v Duchovní smrti v Benátkách, jednoho ze sedmi Odysseů ve stejnojmenné inscenaci nebo Carthaga Killbride v dramatu U Kočičí bažiny.
V roce 2022 obdržel cenu Thálie pro mladého činoherce do 33 let.
Od roku 2016 působí jako externí pedagog herectví v Ateliéru fyzického divadla na JAMU, kde vede i herecké tréninky zahraničních studentů herectví v rámci programu Erasmus. V roce 2022 si společně s Vítem Piskalou zrežírovali operu pro děti Malý Mozart v Jihočeském divadle. Kromě herectví a režírování se věnuje brazilskému jiu-jitsu a dělá zdravotního klauna na pediatrickém a geriatrickém oddělení.

## Filmografie
| Rok  | Název                      | Role                          | Poznámky                                 |
| ---- | -------------------------- | ----------------------------- | ---------------------------------------- |
| 2012 | Interande                  | Filip                         | internetový film                         |
| 2017 | Četníci z Luhačovic        |                               | televizní seriál, díl: „Evička“          |
| 2017 | Labyrint                   | Standa Mach                   | televizní seriál                         |
| 2019 | Princezna a půl království | soused Kuba                   | film                                     |
| 2019 | Specialisté                |                               | televizní seriál, díl: „Zanzibar“        |
| 2021 | Hraj něcoǃ                 |                               | internetový seriál                       |
| 2022 | Mimořádná událost          | policista                     | film                                     |
| 2023 | Zákony vlka                |                               | televizní seriál, díl: „Škodná v revíru“ |
| 2023 | Hadí plyn                  | Aleš "Lobo", znalec prostředí | film                                     |
| 2024 | Dobré ráno, Brno!          | fotograf                      | televizní seriál, díl: „Episoda 7“       |
| 2024 | Stíny v mlze               | Jarek Koutný                  | televizní seriál, díl: „Čarovná noc“     |